# Parrhasius psyche
Parrhasius psyche är en fjärilsart som beskrevs av Jean Baptiste Boisduval och John Lawrence LeConte 1833. Parrhasius psyche ingår i släktet Parrhasius och familjen juvelvingar. Inga underarter finns listade i Catalogue of Life.